# Gatos Guerreiros (série de livros)
Gatos Guerreiros: As Profecias Começam (Warriors: The Prophecies Begin no original) é o primeiro arco de uma série britânica de livros de fantasia juvenil sobre gatos selvagens. O arco compõe seis romances publicados entre 2003 e 2014: Na floresta, Fogo e Gelo, Floresta de Segredos, Tempestade, Caminho Perigoso e A Hora Mais Sombria. Foram publicados no Brasil por WMF Martins Fontes; é escrito pelas autoras Kate Cary, Cherith Baldry, Tui Sutherland, com o enredo desenvolvido pela editora Victoria Holmes, que coletivamente usam o pseudônimo Erin Hunter. A sub-série segue as aventuras de Ferrugem, um gato doméstico que se junta ao Clã do Trovão, um dos quatro clãs de gatos selvagens que habitam a floresta. Alguns dos principais gatos na série são: Estrela de Fogo, Listra Cinzenta e Pata Negra, embora existam alguns mais, como Estrela Azul, a líder do Clã do Trovão e Estrela Tigrada.
Atualmente, há oito sub-séries ("arcos"), cada uma contendo seis livros: As Profecias Começam, A Nova Profecia, O Poder de Três, Presságio das Estrelas, Alvorecer dos Clãs, Um Visão das Sombras, O Código Quebrado e Um Clã Sem Estrelas. Outros livros foram lançados além da série principal, incluindo romances mais longos as "Super Edition", várias novelas, muitos guias, vários volumes de Mangá  e graphic novels. A série também foi traduzida para vários idiomas.

## Inspiração e Origens
A série começou quando a editora HarperCollins pediu a Victoria Holmes para escrever uma série de fantasia sobre gatos selvagens. Holmes inicialmente não ficou entusiasmada, já que ela "não conseguia imaginar ter ideias suficientes". Ela trabalhou com o conceito, no entanto, expandindo o enredo com elementos de guerra, política, vingança, amor condenado e conflito religioso. Embora o plano original fosse um romance independente, foi criado material suficiente para vários livros, e a editora decidiu por uma série de seis volumes.O primeiro volume, Na Floresta, foi escrito por Kate Cary sob o pseudônimo de "Erin Hunter" e foi concluído em cerca de três meses. Holmes então começou a trabalhar nos bastidores, editando e supervisionando detalhes. Cherith Baldry se juntou à equipe para escrever o terceiro livro, Floresta de Segredos. Mais tarde, depois de escrever o primeiro guia de campo Gatos Guerreiros, Tui Sutherland se tornou a quarta autora a usar o pseudônimo Erin Hunter.

## Cenário e Universo
O universo de  Gatos Guerreiros gira em torno de um grande grupo de gatos selvagens que inicialmente residem em uma floresta e, mais tarde, em torno de um lago. Os gatos são divididos em cinco grupos chamados Clãs: Clã do Trovão, Clã do Vento, Clã do Rio, Clã das Sombras e Clã do Céu. Cada Clã se adaptou ao seu próprio terreno. Os relacionamentos entre diferentes Clãs geralmente são tensos e eles frequentemente entram em conflito uns com os outros. No entanto, os Clãs também às vezes demonstram preocupação uns com os outros; a ideia de um Clã ser destruído geralmente causa profunda angústia e incita uma ação urgente em nome de todos os Clãs. Os Clãs têm um sistema de nomenclatura e hierarquia único, em que seus nomes são geralmente determinados por sua classificação no Clã.
Os gatos do Clã têm um sistema de fé baseado no conceito do Clã das Estrelas, um grupo de espíritos dos ancestrais falecidos dos Clãs, que ocasionalmente fornecem orientação aos gatos vivos do Clã. Após a morte, os espíritos da maioria dos gatos do Clã se juntam ao Clã das Estrelas e residem em uma floresta paradisíaca semelhante ao Céu. O Clã das Estrelas frequentemente fornece orientação aos Clãs por meio de sonhos e outros sinais como presságios. Além do Clã das Estrelas, existe a Floresta Negra, também conhecida como O Lugar Sem Estrelas, que assume a forma de uma floresta sem fim. Os espíritos dos gatos que causaram grande dor e sofrimento aos outros enquanto vivos residem lá como uma forma de punição.
Os gatos que vivem fora dos Clãs são categorizados em três grupos: gatos domésticos, chamados de "gatinhos de gente" pelos gatos do Clã, que são desprezados por seu estilo de vida aconchegante e preguiçoso; solitários, que são gatos que vivem fora dos Clãs, geralmente sozinhos; e vilões, gatos que vivem sozinhos e pretendem fazer mal aos Clãs. Em alguns casos, gatos de rua podem formar grandes grupos próprios. É raro que um gato de rua se junte a um Clã, pois os forasteiros geralmente são desconfiados e desprezados pelos gatos do Clã.

## Enredo
A série original Gatos Guerreiros, mais tarde renomeado Gatos Guerreiros: As Profecias Começam, foi lançada de 2010 a 2014.
A série detalha as experiências de um gato doméstico chamado Ferrugem que se aventura na floresta e é convidado a juntar-se ao Clã do Trovão, um dos quatro grupos de gatos selvagens da floresta. Ele aceita o convite e recebe o nome de aprendiz Pata de Fogo enquanto treina para se tornar um guerreiro. Mais tarde, Pata de Fogo recebe seu nome de guerreiro, Coração de Fogo, e descobre que Garra de Tigre, o representante do Clã do Trovão, deseja matar a líder do Clã do Trovão, Estrela Azul, a fim de sucedê-la e tornar-se líder ele mesmo. Pata Negra, seu aprendiz, é forçado a fugir devido ao seu testemunho de Garra de Tigre matando Rabo Vermelho, o antigo representante do Clã do Trovão. Coração de Fogo eventualmente torna-se representante do Clã depois que Garra de Tigre tenta matar Estrela Azul, ele falha, e é banido do Clã do Trovão. Após o seu banimento, Garra de Tigre assume outro Clã, o Clã das Sombras, e atrai uma matilha de cães para o acampamento do Clã do Trovão em uma tentativa de vingança. Estrela Azul morre sacrificando sua última vida para proteger o Clã dos cães, e Coração de Fogo sucede-a como líder, recebendo nove vidas e o nome Estrela de Fogo dos antepassados espirituais dos Clãs, o Clã das Estrelas. Estrela Tigrada, em seguida, tenta assumir todos os quatro clãs, dizendo-lhes que os líderes irão governar juntos. Estrela de Leopardo, líder do Clã do Rio, concorda, mas Estrela de Fogo e Estrela Alta, líder do Clã do Vento, recusam. Estrela Tigrada então pede ajuda do Clã do Sangue, um grupo vicioso de gatos da cidade, para tomar os Clãs, mas o líder do Clã do Sangue, Flagelo, mata Estrela Tigrada (que toma todos as nove vidas de Estrela Tigrada imediatamente rasgando-o do pescoço à cauda) e decide tomar a Floresta para si mesmo. Os quatro Clãs unem-se para lutar contra o Clã do Sangue, e Estrela de Fogo perde a primeira de suas nove vidas na batalha contra Flagelo, mas Estrela de Fogo mata Flagelo depois que ele retorna à vida, derrotando o Clã do Sangue e salvando a floresta.

## Lista de ciclos de livros
- As Profecias Começam – saiu no período de 2003 a 2004. Contém seis livros[4][5][6][7][8][9].

- Uma nova profecia – saiu no período de 2005 a 2006. Contém seis livros[10][11][12][13][14][15].

- O poder de três — saía no período de 2007 a 2009. Contém seis livros[16][17][18][19][20][21].

- Um sinal de estrelas — saindo no período de 2010 a 2012. Contém seis livros[22][23][24][25][26][27].

- O início das tribos – saía de 2013 a 2015. Contém seis livros[28][29][30][31][32][33].

- A visão de sombras – sair com a 2016 a 2018. Contém seis livros[34][35][36][37][38][39].

- Perturbado lei — começou a sair dos estados unidos e Inglaterra em 2019. Até agora sabemos apenas sobre os cinco livros do ciclo[40][41][42].